# 宝寿寺
宝寿寺（ほうじゅじ）は、愛媛県西条市小松町にある真言宗善通寺派の寺院（元高野山真言宗→単立を経て)。天養山（てんようざん）、観音院（かんおんいん）と号す。本尊は十一面観世音菩薩。四国八十八箇所第六十二番札所。なお、元札所の一之宮神社もここで記述する。
- 本尊真言：おん まか きゃろにきゃ そわか
- ご詠歌：さみだれのあとに出たる玉の井は 白坪なるや一宮かわ
- 納経印：当寺本尊、四国(東予)七福神・布袋尊

## 縁起と歴史

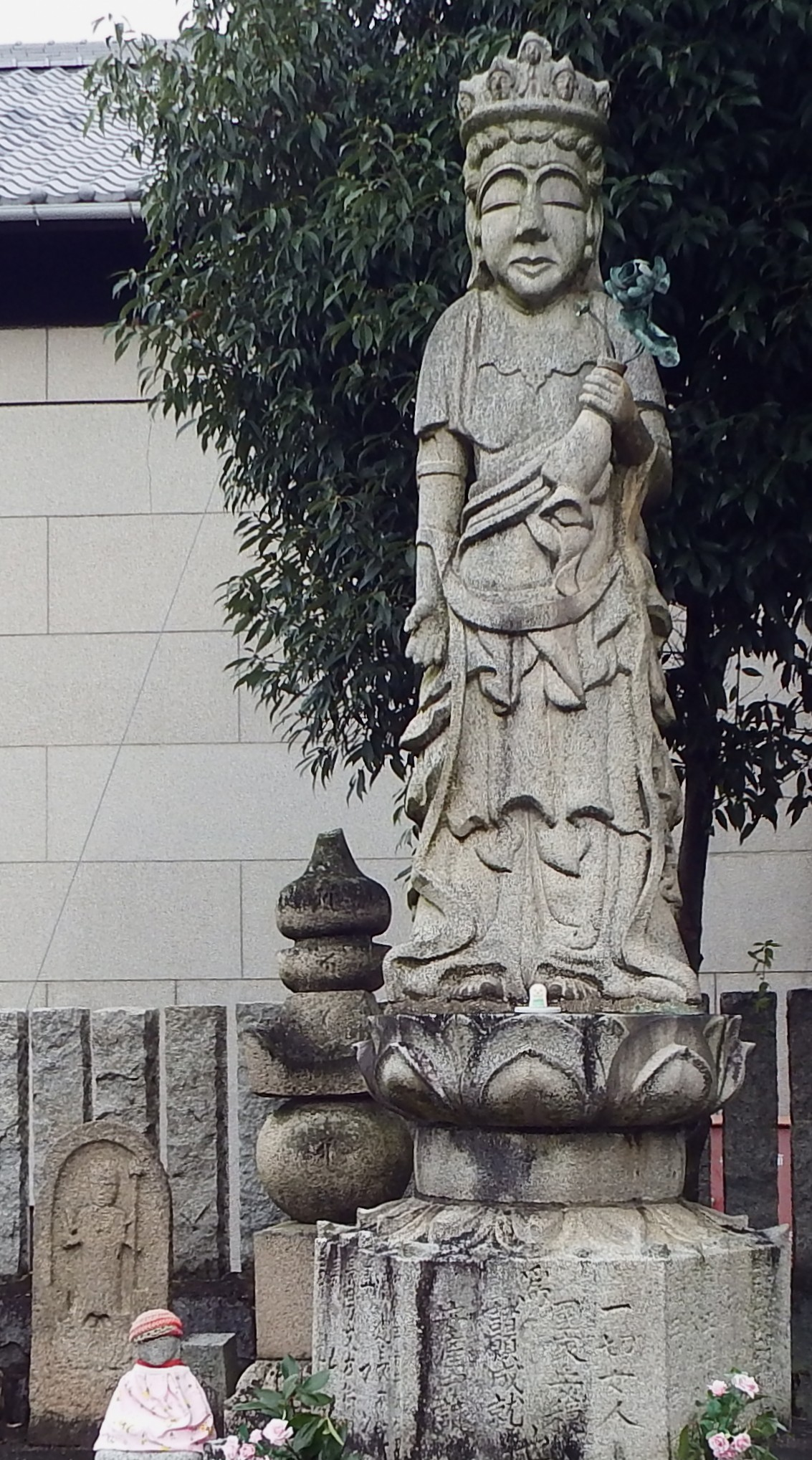
観音菩薩石像

聖武天皇の勅願によって天平年間（729年 – 748年）大国主大神の信託により大国主大神ら三神を白坪の里（現在地より約1km北に中山川があり、その北岸あたり）に奉斎したという、その際、道慈によって、その法楽所として傍らに建立され金剛宝寺と名付けられた。
大同年間（806年 – 810年）空海（弘法大師）が逗留し光明皇后を模写した十一面観世音菩薩像を刻んで本尊とし、寺名を宝寿寺に改めた。またこの頃国司だった越智氏の夫人が難産で空海に祈念を頼み、空海は境内の玉ノ井（現存しない）の水を加持し越智夫人に与えたところ、夫人は玉のような男子を無事出産したことから、喜びの余り2首の歌を詠じて献納した。その1首が今も伝わる御詠歌である。これにちなみ、本尊は安産の観音として信仰を集めるようになった。
たびたび中山川の氾濫に遭っており、1145年（天養2年）に堂宇を再建した際に山号を「天養山」と改めている。
天正13年（1585年）羽柴秀吉による四国攻めで荒廃した。寛永13年（1636年）宥伝上人によって当寺だけ新屋敷の現在地付近に移されて再興されたので、巡拝者は白坪の神社に札を納めた後、当寺で納経を行うこととなった。この際に本尊と同じく安産の仏として在家信者より奉納された布袋尊像が現在も本堂に合祀されており、四国(東予)七福神霊場の本尊となっている。その後の延宝7年（1679年）藩主の命により洪水を避けるために今度は神社が当寺の横に移転された。その後に残っている納経帳によると、納経は本尊名ではなく「伊豫國一宮大明神 別當寶壽寺」と書かれていた。
明治初期の廃仏毀釈によって当寺は神社と分離され廃寺となったが、大石龍遍上人によって1877年（明治10年）に神社の南隣に移し再興され、大正10年（1921年）には予讃線鉄道工事にともない、さらに南側の現在地に移転した。。

## 霊場会退会と再加入
2015年3月に四国八十八か所巡りの寺院（札所）でつくる「四国八十八ヶ所霊場会」（以下「霊場会」）は宝寿寺の住職に対して同会の運営要領を遵守することおよび未払いの会費の支払を求めて民事提訴した。訴状では宝寿寺側が参拝者への暴言などで遍路巡礼を妨害したと霊場会が主張する一方、宝寿寺側は妨害行為は無く、退会しているため運営要領を順守する必要は無いと主張していた。
2017年3月22日に高松地方裁判所丸亀支部において霊場会の請求は棄却され、宝寿寺の霊場会からの退会を認める判決となった。同年3月30日に霊場会が控訴を断念して判決が確定した
納経時間は判決確定後しばらくは、納経時間が8時～12時・13時～17時、納経料＋白黒御影料(1体200円)の負担となっていたが、2018年6月1日から、納経時間は8時～17時(昼休み無し)で、白黒御影は納経帳と納経軸へ納経した場合は従来通り無償での授与であった。
ただし、カラー御影は霊場会のものではなく、従来の白黒御影を黄色で着色して印刷した宝寿寺オリジナルのカラー御影であり(1体200円)、納経料は、納経帳:600円、掛軸:800円、白衣:300円だが、納経をしない場合は拝観料(車遍路の場合は駐車料金)として、300円の徴収であった。
なお、霊場会は宝寿寺が退会して空き番になった62番札所について、納経や朱印の拒否を防ぐことを目的として、61番札所の香園寺の駐車場に「六十二番礼拝所」として納経所を設置していた。
2019年12月1日より宝寿寺の全ての運営を86番札所の志度寺(真言宗善通寺派)が当面の間の仮措置として引き継ぐ(住職籍も志度寺の住職が兼務する)ことになり、改めて霊場会に再加入した。それに伴って霊場会は同年12月15日をもって「六十二番礼拝所」を閉鎖した。これにより霊場会に再加入後の参拝時間や納経料は他の札所と同様になり、駐車料金は無料となった。

## 境内
- 本堂内陣正面：本尊・十一面観音立像（総高約二尺、玉眼）秘仏※平成30年（2018年）1月～令和元（2019年）年12月1日まで特別開帳された。本尊前仏・十一面観音立像、地蔵菩薩立像、内陣左：脇侍千手観音立像、布袋尊立像（四国(東予)七福神)他。内陣右：脇侍・不動明王立像(長い間正面に鎮座していた時期があったが、元の位置へと移された)。
- 大師堂：大師坐像(木造彫眼彩色。像高36.0 cm。木造素地の厨子（宮殿）に安置されており、右手に金剛杵を逆手にとり、左手は数珠をとって膝上におく通例の像容である。足元の水瓶と沓は固定しないで台上に置かれており、厨子と大師像は江戸時代初期のものといわれている。)、修行大師立像。※大師堂の開帳は不定期であるが、平成30年（2018年）1月～令和元年（2019年）12月1日まで終日開帳された。その後も、現在（2015年初頭）大師像を拝顔できる。連なって大師堂右隣は仏像収蔵庫となっている(非公開)。厄除けに霊験があるといわれており、年齢の数だけ「南無大師遍照金剛」と唱えると良いとされている。

- 香炉：天井に風鈴を吊れるようになっており、願い事を書いた風鈴を奉納できる。1個1,000円。
- 一宮稲荷社(祠）: 明治10年（1877年）に大石龍遍上人によって寺が再興された際、京都の伏見稲荷・岡山の最上稲荷・愛知の豊川稲荷を護法神として勧請し、寺門の興隆・人々の護世安楽を祈願して建立された。「失せ物」・「合格祈願」にご利益有り。
- 厄捨て場：投厄玉の穴に願いを一言云って厄石に投げて割れたら願いが叶う。一回200円。
- 真念遍路道標（愛媛県歴史文化博物館に長期展示中）
- 石碑：本堂の対面に昭和期に立てられた前佛奉納記念碑があり、前田伍健の川柳「佛縁の宝寿大寿の観世音」が同氏の筆により刻まれている。また、この石碑の傍に四国(東予)七福神霊場にちなんで布袋尊像が新たに置かれている。
- 庫裏

東側から境内に入ると右手に手水舎、稲荷社、大師堂が、その先に本堂が建っている。納経所は正面奥にあり、その背後は元本堂。
- 宿坊：なし
- 駐車場：あり(無料)

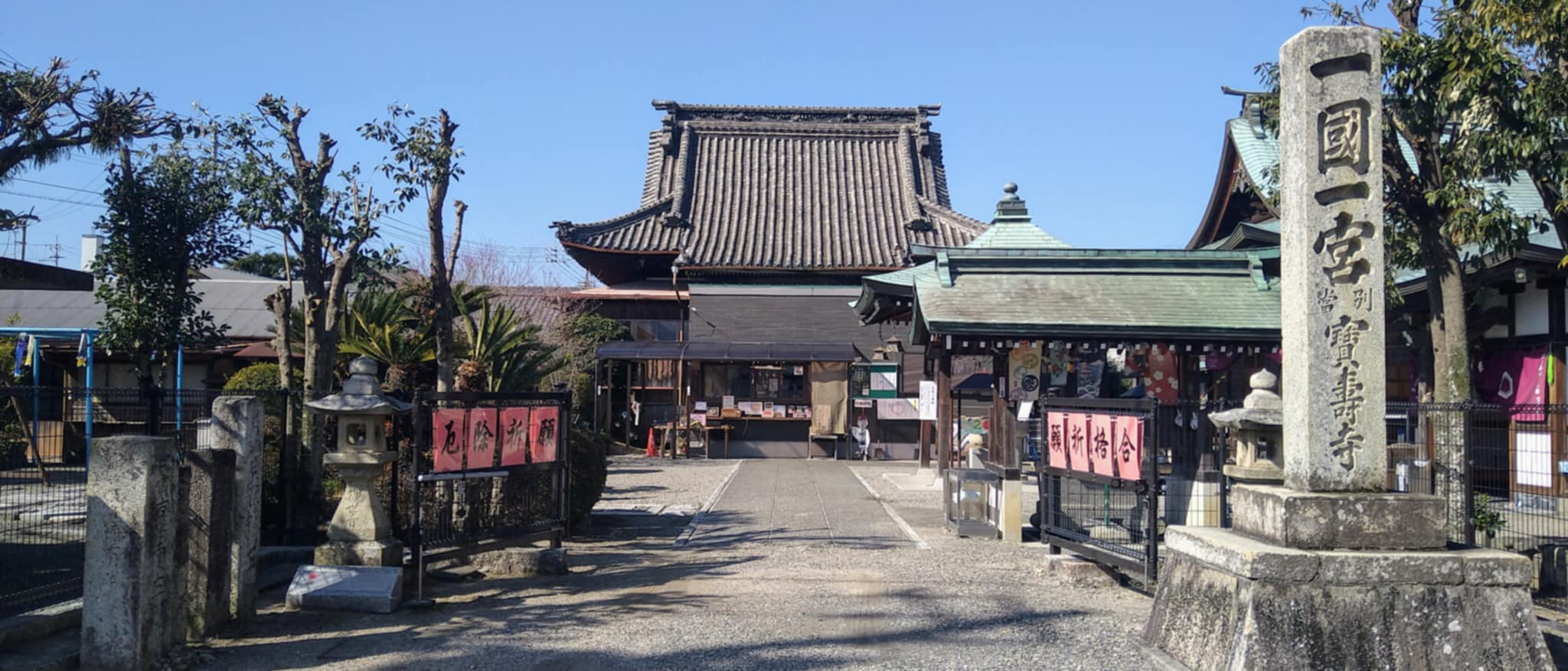
境内入口
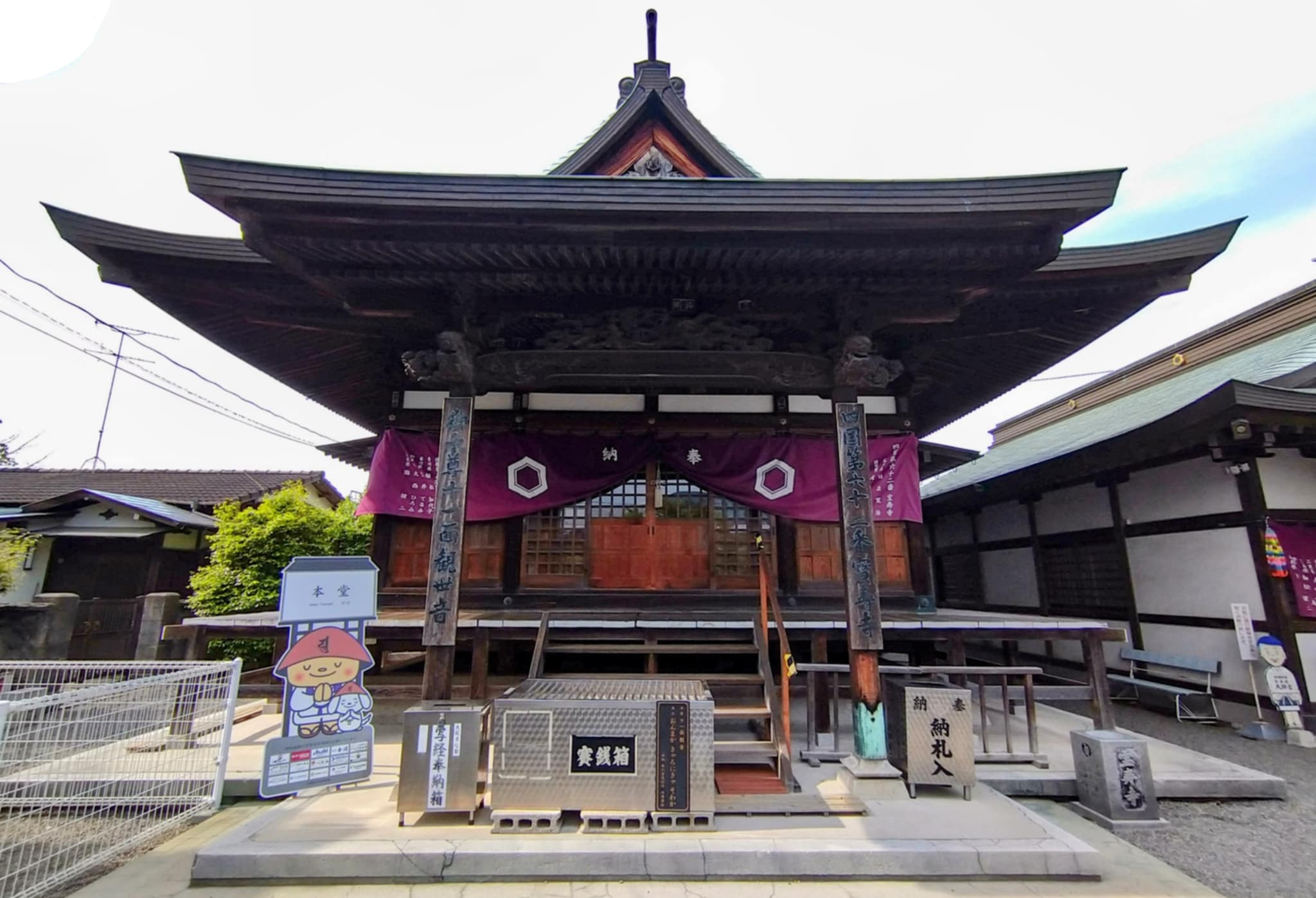
本堂
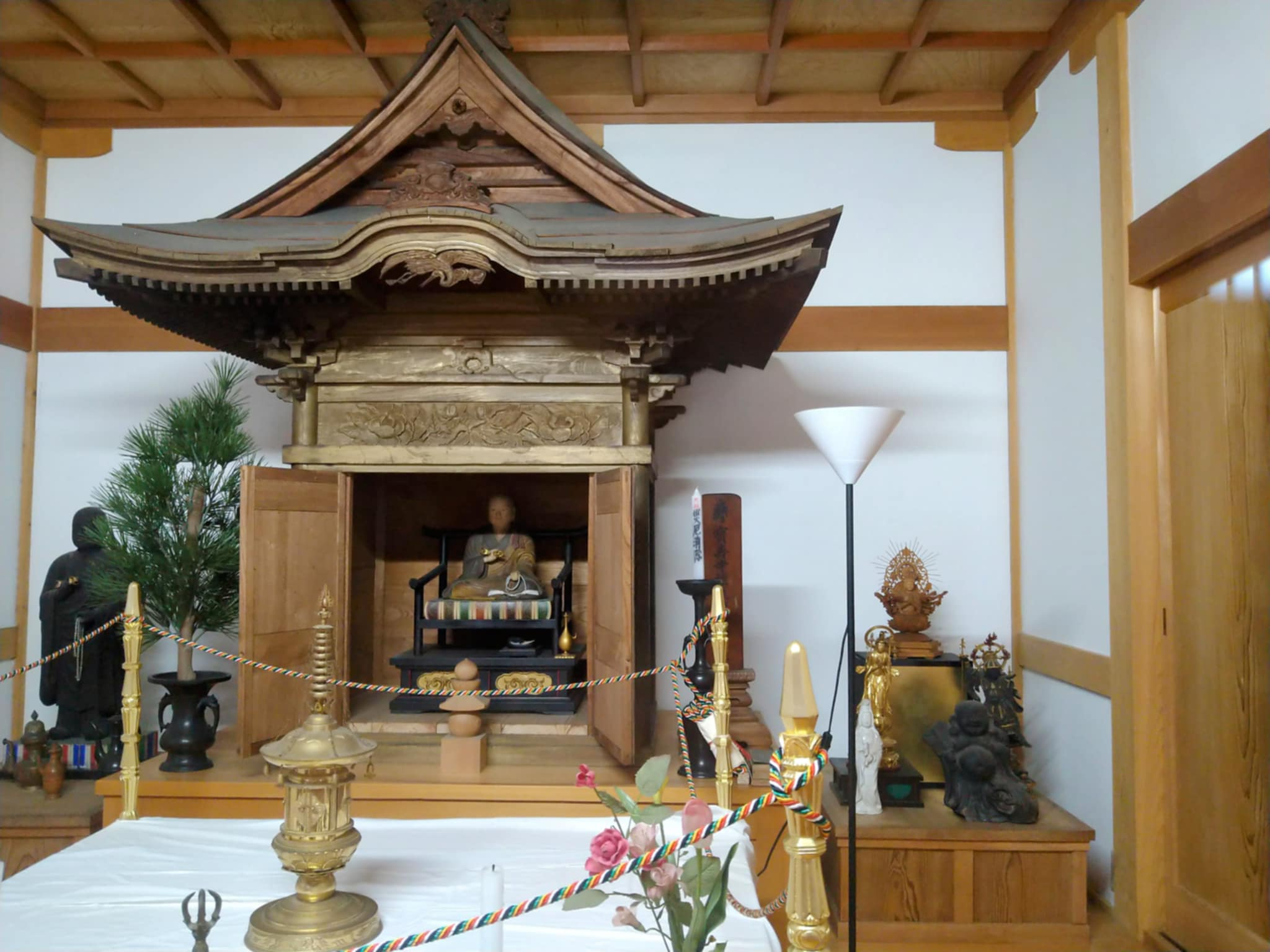
大師堂内陣
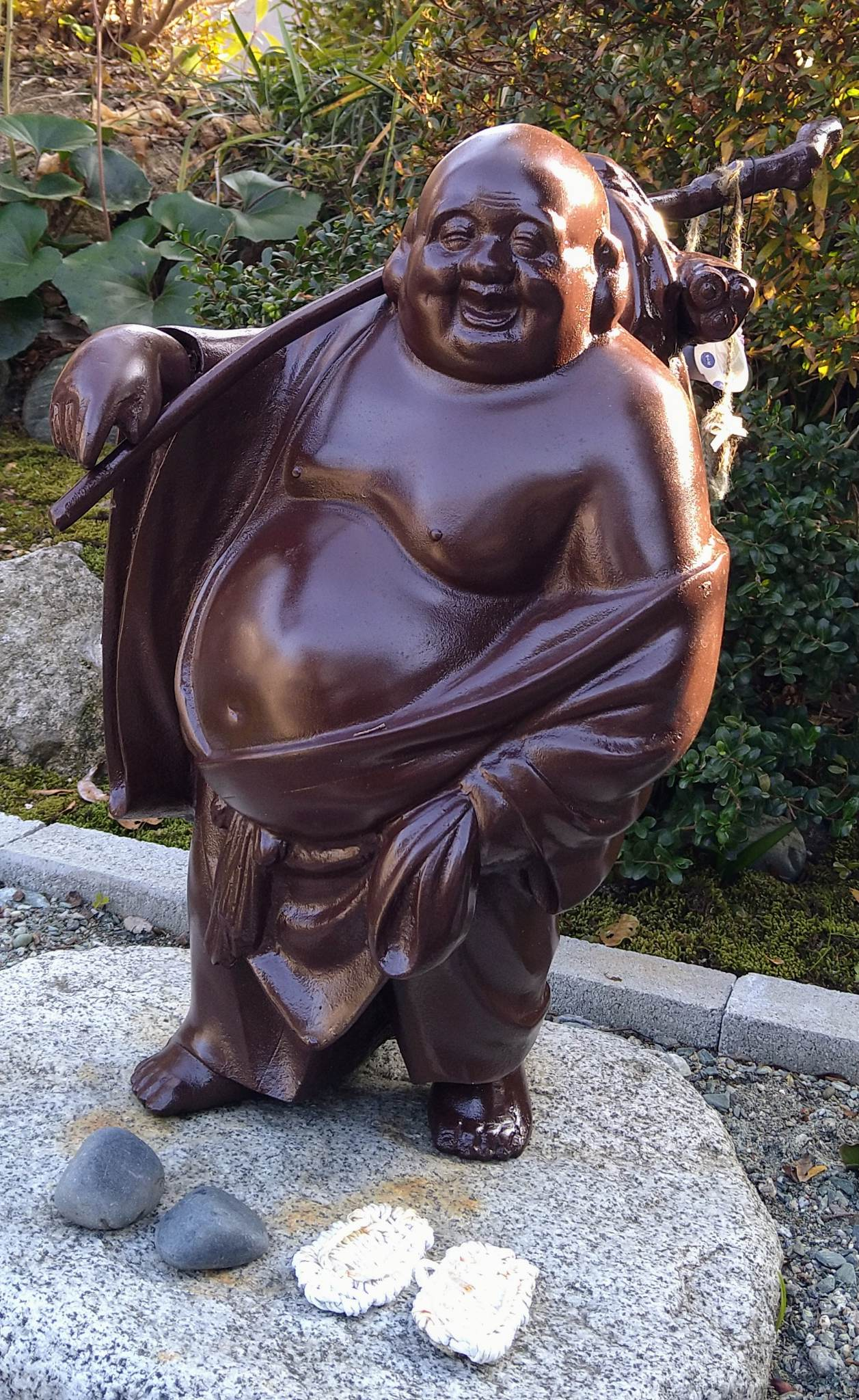
布袋尊
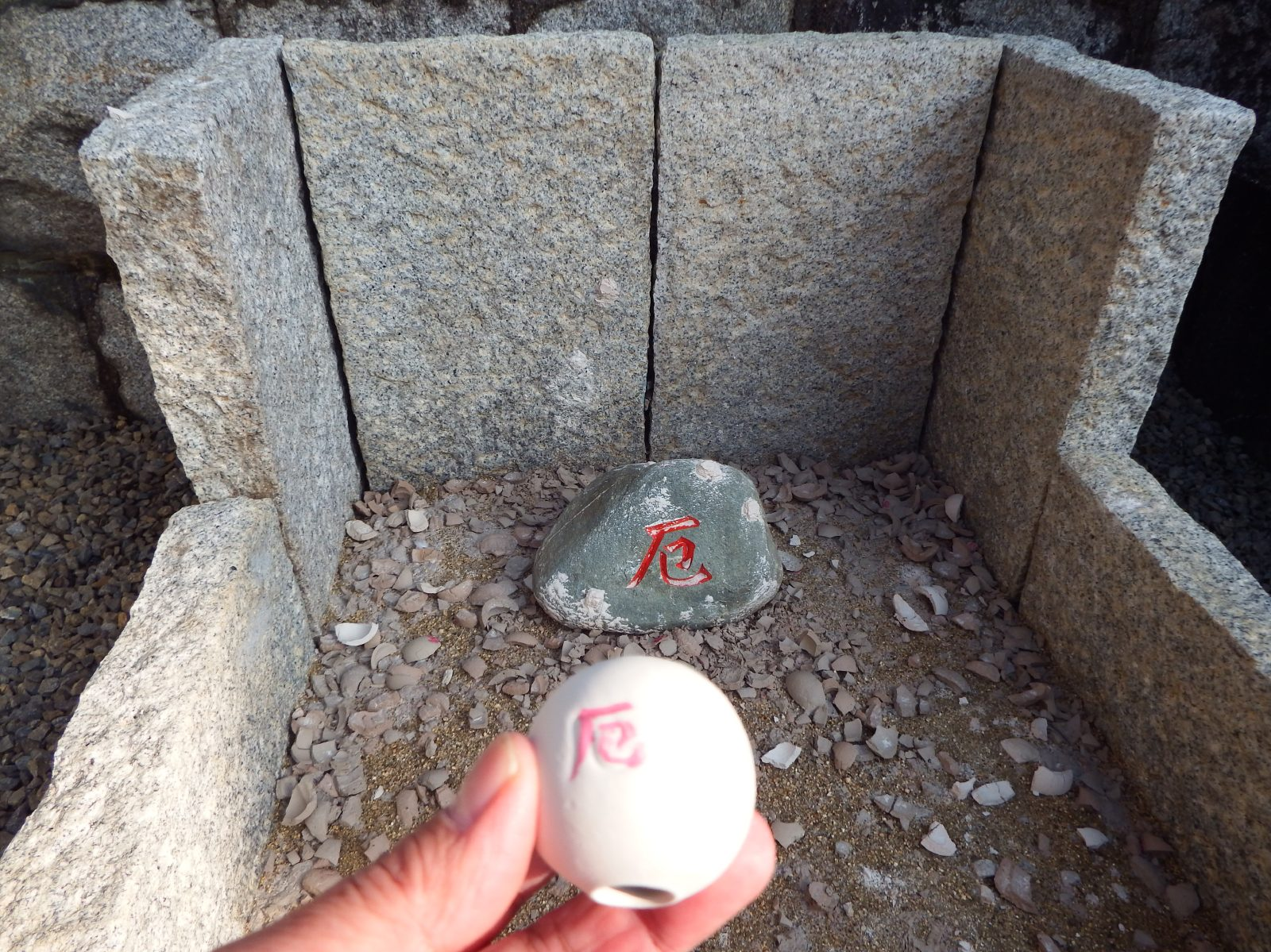
厄捨て場

## 文化財
県指定有形文化財
- 孔雀文磬（けい）1面 – 肩幅17.2 cm、裾張り18.8 cm、中央高7.8 cm、縁厚0.8 cm、鋳銅製、鎌倉時代初期、昭和40年（1965年）4月2日指定[6]

## 交通
鉄道
- 四国旅客鉄道（JR四国）予讃線 – 伊予小松駅 下車 (0.2 km)

バス
- せとうちバス 新居浜行き他「小松駅前」下車 (0.1 km)

道路
- 一般道路：国道11号 小松駅前 (0.1 km)
- 自動車道：松山自動車道 いよ小松インターチェンジ (5.5 km)

## 一之宮別当
一之宮神社
- 所在地：西条市小松町新屋敷 （一之宮神社）
- 祭神
  - 大国主之大神（おほくにぬしのおほかみ）
  - 大山積之大神（おほやまつみのおほかみ）
  - 事代主之大神（ことしろぬしのおほかみ）
- 概要

現在は、当寺とJR伊予小松駅の北側に当神社がある。この鳥居の右（北）脇に、別当宝寿寺跡の石碑が平成4年（1992年）3月に建てられた。その裏の文によると、延宝7年（1679年）当神社は藩主の命により白坪の里より当所に移されたとある。承応2年（1653年）に澄禅が遍路をしたとき、その白坪にあった当神社が札所で、その別当の「保寿寺」はこの石碑の所にあった。澄禅の旧友が当神社の社僧で当寺が住居であったので、その夜はそこに宿泊している。また、中山川の氾濫があり山側に神社が移されたり元の地に戻されたりが何度かあったと澄禅の日記に記されている。さらに、石碑には、明治元年の廃仏毀釈令により当寺を明治12年（1879年）3月に当神社南隣に移し、大正12年（1923年）5月に鉄道開通のため現在地（さらに南側）に新築移転とある。
なお、伊予の一ノ宮は、大三島の大山祇神社（明治初年以前は大山積神社）であり、中山川の河口の白坪にその三島明神を勧請したのがはじまりで、ゆえに、ここも一之宮と呼ばれていた。とされている。
しかし、『空性親王四国霊場御巡行記（賢明 1638年）』には「大国主ノ一宮」と記されていて、祭神が異なる大山祇神社からの勧請ではなく、また、「一國一宮別當寶壽寺」の石碑もあり、他県の3箇所と同様に、独自の発祥の歴史のある一国一宮として四国八十八箇所の札所に選ばれたことを否定できない。その場合、大山祇神社は一国一宮としてではなく唯一の日本総鎮守社として本式の場合に訪れる霊場札所として選ばれたと思われる。
- 摂社

魂神社（天照皇大神、外三柱）、和霊神社（山家公頼）、天満宮（菅原道真）、厳島神社（市杵島姫命、外三柱）、靖国神社（氏子戦没者の霊）

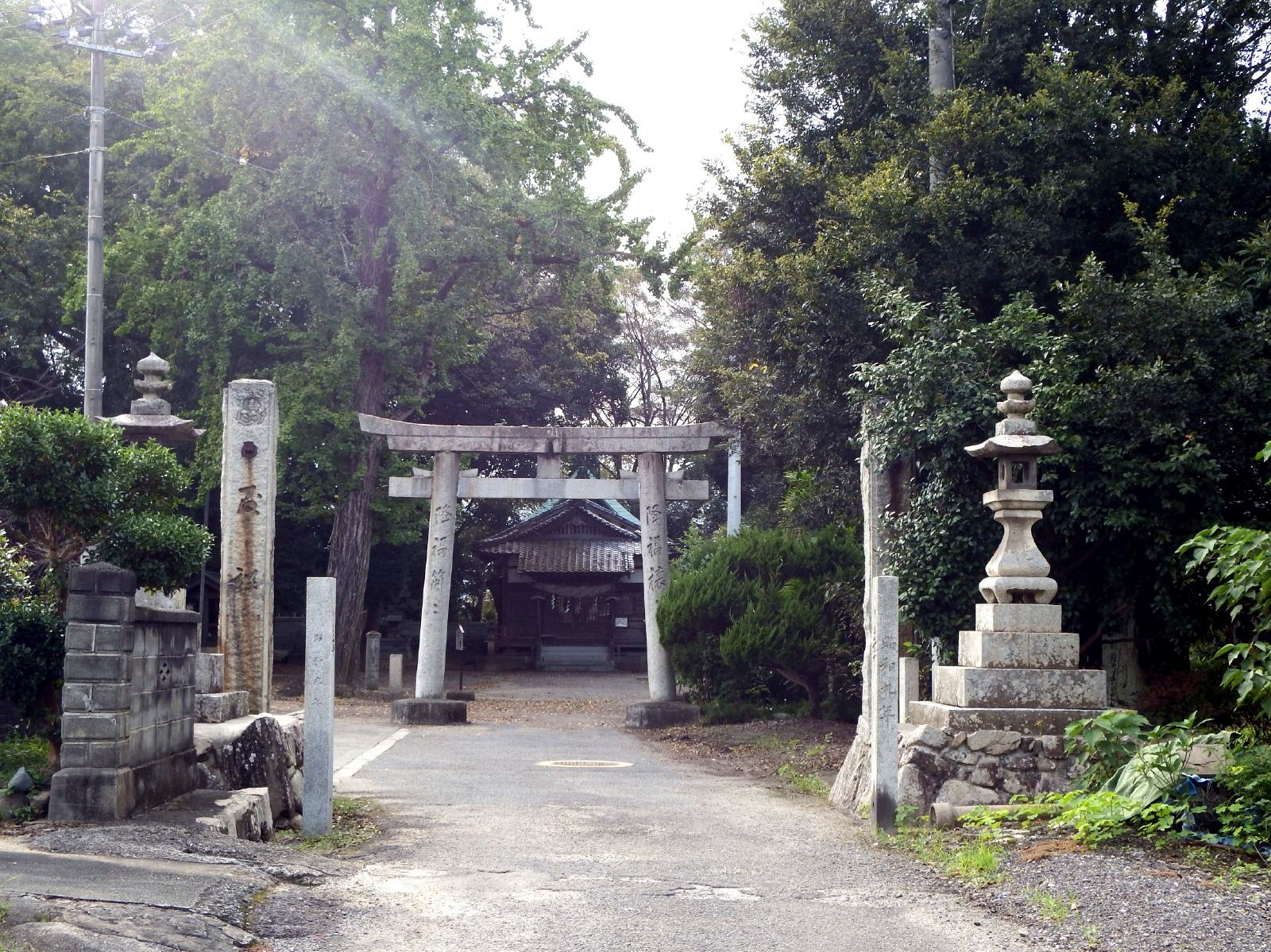
一之宮神社入口
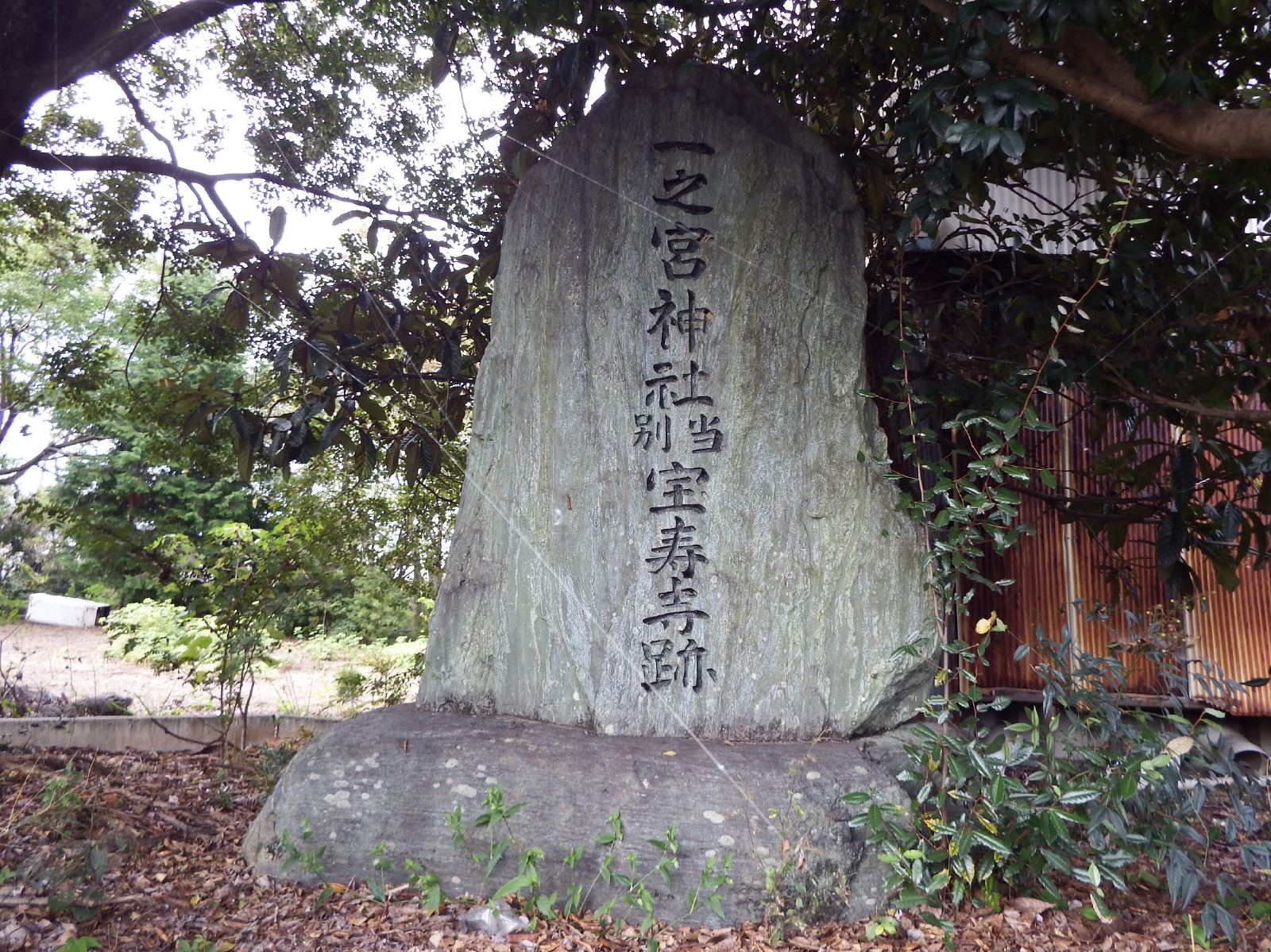
宝寿寺跡の石碑
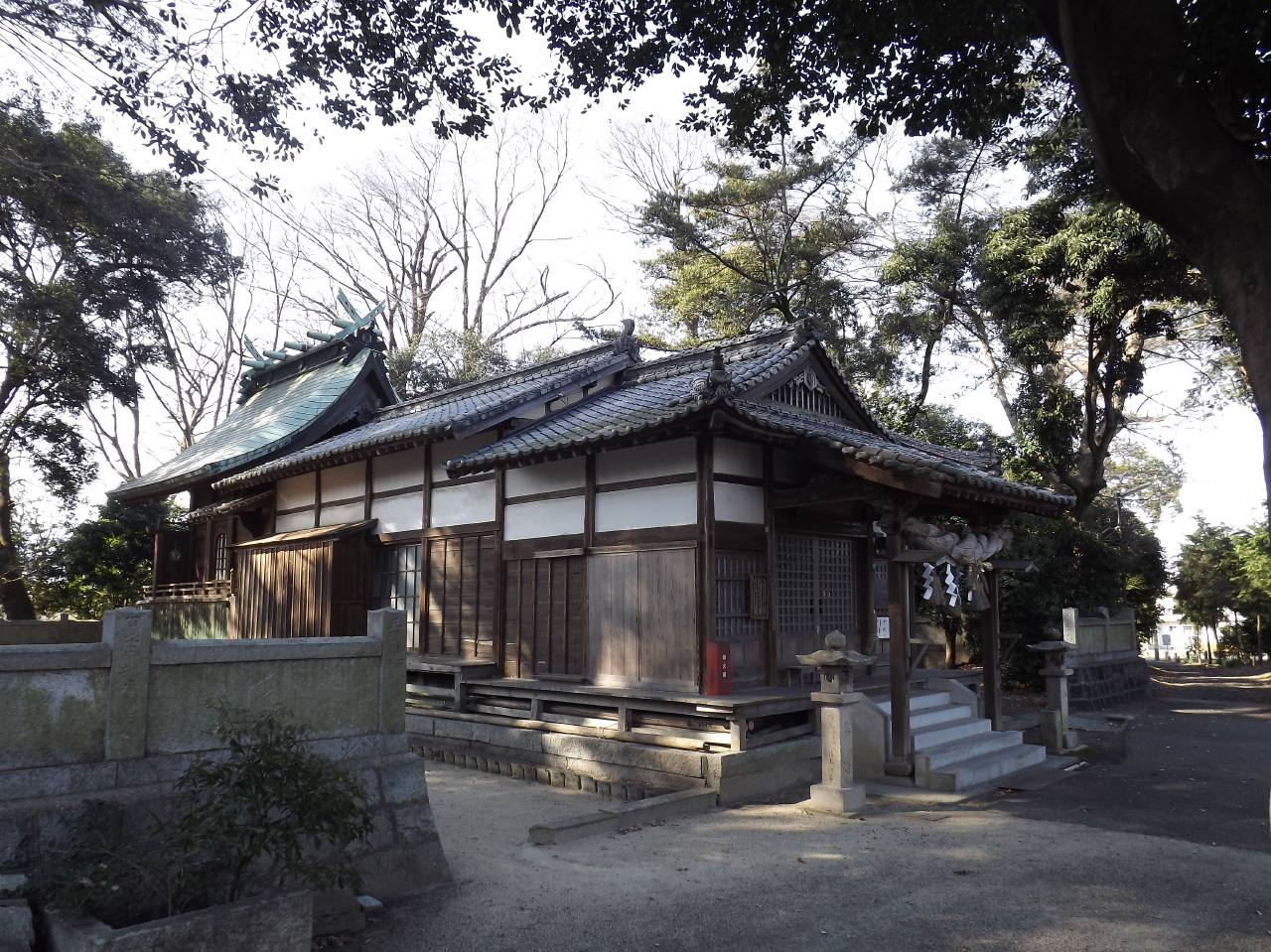
社殿
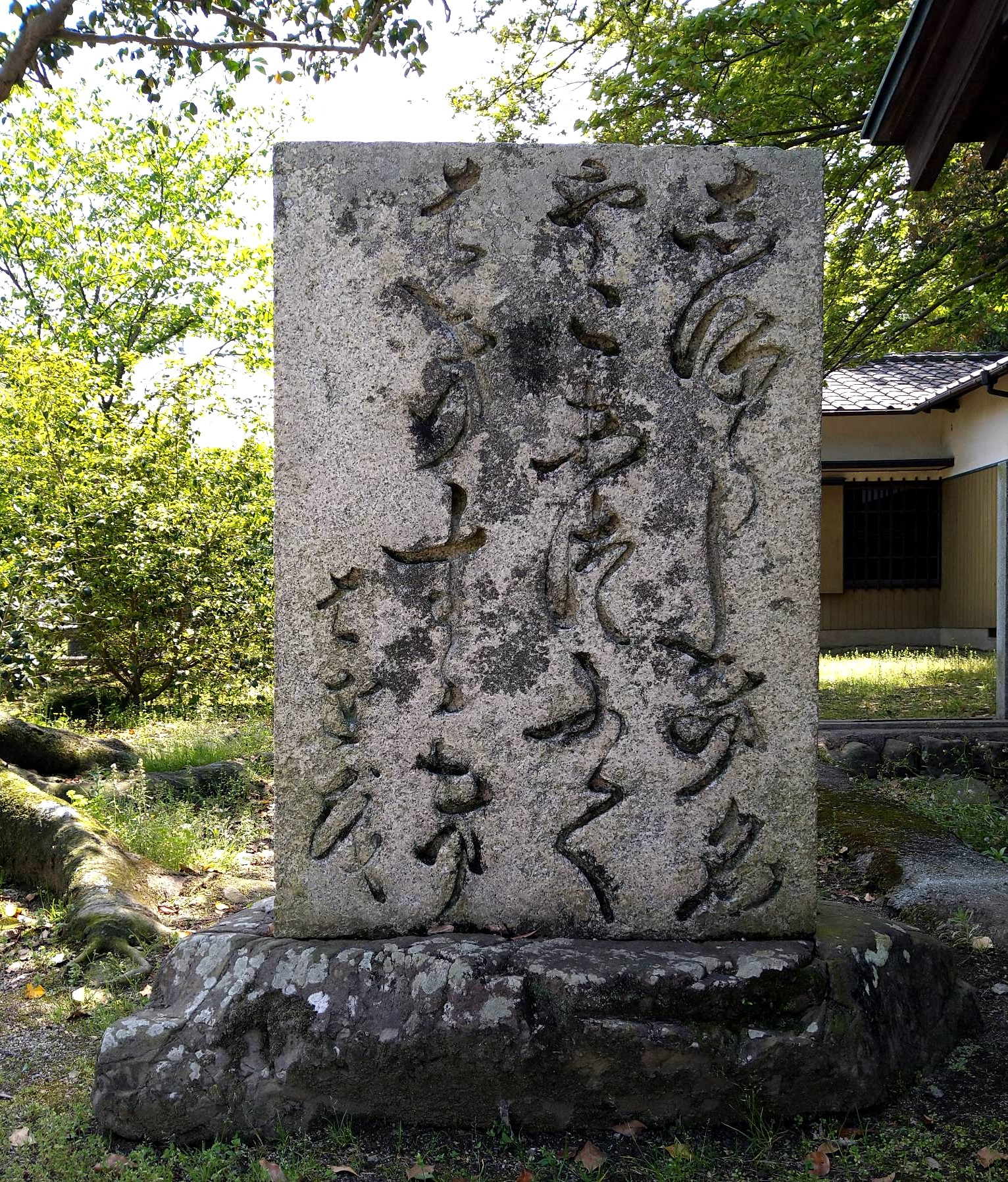
松尾芭蕉の句碑

- 芭蕉の句碑「志ほらしき名や小松吹萩すゝき」：1843年長谷部映門（小松藩代官で伊予を代表する俳人）が芭蕉の150年忌にあたり建立し10月12日には句会を催した。句碑の文字は日下伯厳（松山藩の儒者）による[9]。

## 前後の札所
四国八十八箇所
61 香園寺 --(1.3 km)-- 62 宝寿寺 --(1.4 km)-- 63 吉祥寺